# Barbara Schroth
Barbara Schroth, Geburtsname Barbara Hutterer  (* 3. September 1933 in München) ist eine deutsche Schauspielerin.

## Leben
Schroth erhielt ihre Schauspielausbildung an der Schauspielschule von Ellen Widmer (1894–1985) in Zürich. Zwischen 1958 und 1970 spielte sie u. a. am Stadttheater Konstanz, am Ateliertheater Bern, an der Komödie im Marquardt in Stuttgart, am Staatstheater Karlsruhe, an der Komödie Düsseldorf, am Theater am Dom in Köln, am Hebbel-Theater Berlin (Spielzeit 1962/63, in Mrs. Cheneys Ende), am Theater am Kurfürstendamm und an der Komödie im Bayerischen Hof (u. a. in der Spielzeit 1964/65 in Die grossen Sebastians und in der Spielzeit 1966/67 in Dr. med. Hiob Prätorius) in München. In der Saison 1973/74 war sie mit dem Schweizer Tournee-Theater (Basel) mit Dr. med. Hiob Prätorius auf Tournee.
Schroth arbeitete auch für das Fernsehen. Erste Fernseharbeiten stammen aus den 1960er Jahren unter der Regie von Max Peter Ammann, Paul Verhoeven, Rolf von Sydow und Roland Gall. Ende der 1980er Jahre nahm sie ihre Kameraarbeit wieder verstärkt auf. In der 19. Folge der ZDF-Fernsehreihe Das Traumschiff (Erstausstrahlung: Weihnachten 1992) mit dem Reiseziel Norwegen spielte sie, an der Seite von Klaus Barner, Helene Seebach, die Ehefrau des Juniorchefs eines Architektenbüros.
In dem Fernsehfilm Die blauen und die grauen Tage (2000) spielte sie neben Inge Meysel eine Nebenrolle; sie war Frau Perge, die Mitbewohnerin einer Alten-WG, für die der Umzug in ein Altenheim indiskutabel ist. Auch in der ZDF-Fernsehreihe Kreuzfahrt ins Glück (2009) hatte sie als amerikanische Gastmutter Tara eine Nebenrolle. Ihre bisher letzte Fernsehrolle hatte sie in der ZDF-Serie Notruf Hafenkante. In der im November 2013 erstausgestrahlten Episode Spätzünder spielte sie, an der Seite von Hans Diehl, die Hamburger Altenheimbewohnerin Marit Tarbek.
Schroth war die vierte und letzte Ehefrau des Schauspielers und Regisseurs Carl-Heinz Schroth († 1989), mit dem sie mehrfach am Theater und auch vor der Kamera zusammenarbeitete. Schroth lebt in München.

## Filmografie (Auswahl)
- 1961: Towarisch (Fernsehfilm)
- 1961: Froher Herbst des Lebens (Fernsehfilm)
- 1966: Das Experiment (Fernsehfilm)
- 1967: Neapolitanische Hochzeit (Fernsehfilm)
- 1989: Ede und das Kind (Fernsehfilm)
- 1989: Geld macht nicht glücklich (Fernsehfilm)
- 1990: Wohin die Liebe fällt (Fernsehfilm)
- 1991: Weißblaue Geschichten (Fernsehserie)
- 1992: Kein pflegeleichter Fall (Fernsehfilm)
- 1992: Der Patenonkel (Fernsehserie)
- 1992: Das Traumschiff: Norwegen (Fernsehreihe)
- 1993: Eine Mörderin (Fernsehfilm)
- 1995: Dr. Stefan Frank – Der Arzt, dem die Frauen vertrauen (Fernsehserie; Folge: Ein Ende kann ein neuer Anfang sein)
- 1997: Guppies zum Tee (Fernsehfilm)
- 1997: Zwei Brüder: Einzelgänger (Fernsehreihe)
- 1998: Eine Frau mit Pfiff (Fernsehfilm)
- 2000: Die blauen und die grauen Tage (Fernsehfilm)
- 2002: Das Haus der Schwestern (Fernsehfilm)
- 2004: Der Ferienarzt...in der Wachau (Fernsehfilm)
- 2009: Kreuzfahrt ins Glück: Hochzeitsreise nach Florida (Fernsehreihe)
- 2012: Herzflimmern – Die Klinik am See (Fernsehserie)
- 2013: Notruf Hafenkante (Fernsehserie; Folge: Spätzünder)